# Різанина у Білій Криниці
Різанина в Білій Криниці (рум. Masacrul de la Fântâna Albă) — масове вбивство етнічних румун, що було здійснене підрозділами НКВС СРСР 1 квітня 1941 року в урочищі Варниця поблизу села Біла Криниця (рум. Fântâna Albă) Чернівецької області при спробі перетину радянсько-румунського кордону.
За заявами влади Румунії та Молдови, 3000 осіб, намагаючись перетнути державний кордон СРСР та Румунії, були розстріляні радянськими прикордонними військами. Офіційні дані архівів КДБ говорять лише про 48 убитих громадян, але румунська влада, ґрунтуючись на свідченнях свідків, тих, хто вижив, стверджує про численні жертви, з якими розправлялися особливо жорстокими методами, і про масові арешти і депортації, проведені НКВС.
Московські історики всіляко применшують масштаби цього злочину НКВС СРСР, називаючи саму подію нейтрально: «Інцидент у Финтина-Альба».

## Історія
У березні 1941 року в селах Глибоцького та Сторожинецького районів, розташованих уздовж річки Серет, НКВС поширив чутки про те, що 1 квітня радянсько-румунський кордон буде відкрито і можна буде спокійно його перейти. Люди повірили. 1 квітня 1941 року сформувалася колона з 3 тис. осіб: чоловіки, жінки, літні люди і діти. З хрестами, іконами та хоругвами в руках вони попрямували до Глибоцького райвиконкому по дозвіл на перетин кордону. Після остаточної відмови дати дозвіл на виїзд у Румунію громадяни румунської національності з Верхніх і Нижніх Петрівців, Купки, Широкої Поляни, Просіки і Карапчева все одно рушили в напрямку кордону. В урочищі Варниця, неподалік села Біла Криниця, приблизно за 3 км від румунського кордону їх зустріли кулеметним вогнем радянські прикордонники. Тих, що тікали, доганяли вершники і стинали шаблями. Після різанини поранені були прив'язані до хвостів коней і перенесені до 5 попередньо виритих ям, де вони були поховані, деякі все ще живі. Місцеві жителі розповідають, що два дні і дві ночі там рухалася і стогнала земля. Кілька вцілілих було заарештовано Глибоцьким НКВС, але, кінець кінцем, після жахливих катувань їх заживо закопали на місцевому єврейському кладовищі.